# 戴夫·斯蒂恩
戴夫·斯蒂恩（英語：Dave Steen，1959年11月14日—），加拿大男子田径运动员。他曾代表加拿大参加1984年和1988年夏季奥林匹克运动会田径比赛，其中1988年奥运会获得一枚铜牌。